# Gulfstream G200
Gulfstream G200, cunoscut anterior sub denumirea de Galaxy IAI, este un avion cu reacție cu două motoare, conceput pentru transportul grupurilor mici (business jet⁠(en)[traduceți]). Acesta a fost proiectat inițial de Israel Aerospace Industries (IAI) și a fost produs pentru Gulfstream Aerospace din 1999 până în 2011.